# 라이코바츠

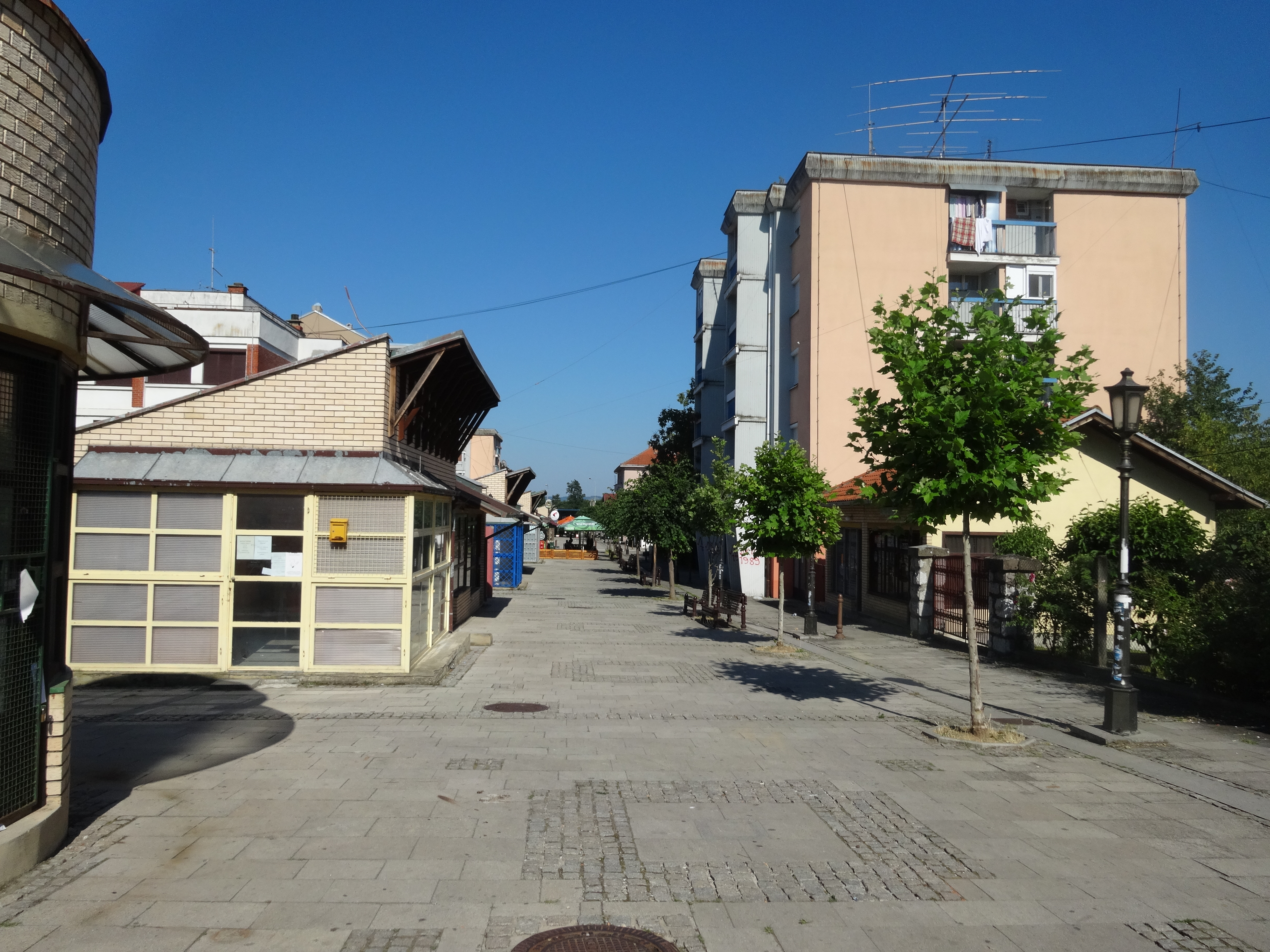
라이코바츠

라이코바츠(세르비아어: Лајковац / Lajkovac)는 세르비아 서부에 위치한 콜루바라 구의 도시로 면적은 186km2, 인구는 15,341명(2011년 기준)이다. 세르비아와 몬테네그로 사이를 연결하는 고속도로인 IB-22 고속도로(이바르(Ibar) 고속도로) 인근에 위치한다.

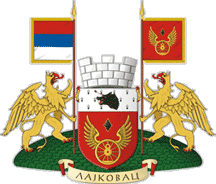
시 문장

## 인구
| 연도  | 인구   | ±% p.a. |
| ----- | ------ | ------- |
| 1948  | 17,587 | —       |
| 1953  | 18,411 | +0.92%  |
| 1961  | 18,985 | +0.38%  |
| 1971  | 18,270 | −0.38%  |
| 1981  | 17,950 | −0.18%  |
| 1991  | 17,716 | −0.13%  |
| 2002  | 17,062 | −0.34%  |
| 2011  | 15,475 | −1.08%  |
| 출처: |        |         |